# Alex Amaral
Álex Amaral (21 de septiembre de 1968) es un actor brasileño residente en Madrid,  España.

## Biografía
Alexandre Amaral Moreira conocido como actor como Alex Amaral nació en São João da Boa Vista, São Paulo, Brasil el 21 de septiembre de 1968. Pronto empezó a desarrollar su carrera de Arte Dramático iniciándose en teatro en el año 1985, cuando se traslada a Goiânia, estado de Goiás Brasil, allí estudia Arte Dramático en la "Fundação Artes Cênicas" (FACE - Fundación Artes Escénicas) dirigida por Hugo Zorzetti, justo después debuta con la obra "Era Uma Vez nos Anos 50" de Domingos de Oliveira bajo la dirección de Humberto Pedrancini.
En 1991, de regreso a su tierra natal São Paulo, entra a formar parte de la compañía de Teatro Os Satyros y con el espectáculo Saló-Salomé bajo la dirección de Rodolfo Vázquez García, con esta obra hace su primera gira internacional viniendo desde Brasil a Portugal y España. En España ya viviendo en Madrid tras superar el casting de Pape Pérez para La casa de los líos, el actor hizo su primera intervención en una serie televisiva española. 
En 2001 la directora de casting, Rosa Estévez lo seleccionaba en un casting para la película La gran aventura de Mortadelo y Filemón dirigida por Javier Fesser, en la que interpretó a uno de los legionários que son utilizados por el Profesor Bacterio para probar su arma DDT. Pepe Viyuela, Dominique Pinon y María Isbert entre otros fueron sus compañeros de reparto a este trabajo siguieron otros títulos de cine como Besos de Gato, R2 y el Caso del Cadáver sin Cabeza y La torre de Suso. 
En 2005 Alex Amaral entra a formar parte del Centro Dramático Nacional en Madrid trabajando en la obra Roberto Zucco, en la que se puso en la piel de un personaje forzudo que se ensañaba en una pelea con el protagonista de la obra. La obra, dirigida por Lluís Pasqual, se adentraba en una sociedad violenta y a su vez conformista; en la que no se escamotearon el empleo de vídeos de películas pornográfica que insinuaban su degradación interior.
En esta obra Alex Amaral encarnaba la imagen de joven fuerte y violento, rudo y a su vez sensible. Iván Hermes, Carmen Machi, Patxi Freytez, Mercedes Sampietro y María Asquerino entre otros completaron el reparto. 
La obra le dio al actor el premio de Mejor Actor de Reparto del año 2005 de la Unión de Actores de Madrid.
Mientras desarrollaba su trayectoria teatral en paralelo realizó incursiones en televisión con títulos como Cuéntame en TVE, Motivos Personales en Telecinco o Paco y Veva en TVE.
En 2014 se traslada a la ciudad de El Cairo, Egipto para representar en el Teatro Falaki la obra "Brasil... Uma noite no Cairo", producida por la compañía Teatro4M, bajo la dirección de Marco Magoa y promovido por la Embajada de Brasil en El Cairo.

## Currículo

### Teatro
| Año  | Obra de Teatro                                                                        | Director               | Autor de la Obra                                          | Personaje         |
| 2018 | Vida Vesuvia. - Goiânia-Brasil.                                                       | Ivan Martins.          | Ivan Martins.                                             | Vesuvia.          |
| 2017 | Anzóis no Aquário. Grupo de Teatro Exercício - Goiânia-Brasil.                        | Nilton Rodrigues.      | Hugo Zorzetti.                                            | Pedro.            |
| 2016 | África. Cia Delarte - Goiânia - Brasil                                                | Alex Amaral.           | Miguel Jorge.                                             | Dirección.        |
| 2016 | O Dia Em Que Explodiu Mabata Bata. Cia TROTAMUNDUS de Teatro - Goiânia-Brasil         | Jonatas Tavares.       | Mia Couto - Adaptação: Jonatas Tavares.                   | Valoyi.           |
| 2014 | Black el payaso/Il pagliacci.                                                         | Ignacio García.        | Pablo Sorozábal/Ruggero Leoncavallo.                      | Forzudo de circo. |
| 2014 | Brasil... Uma noite no Cairo.                                                         | Marco Magoa.           | Recopilación de varios autores realizada por Marco Magoa. | Marcelo.          |
| 2013 | Viril. Microteatro por dinero.                                                        | Rubén Mayo             | Rubén Mayo                                                | Miguel.           |
| 2012 | Macbeth. Producción Teatro Real de Madrid.                                            | Dmitri Tcherniakov     | William Shakespeare                                       | Ciudadano.        |
| 2012 | Cyrano de Bergerac. Producción Teatro Real de Madrid.                                 | Petrika Ionesco        | Josef Haydn                                               | Souffleur.        |
| 2009 | La Vera Costanza. Producción Teatro Real de Madrid.                                   | Elio de Capitani       | Franco Alfano                                             | Pescador.         |
| 2008 | Alguien Silbó (y despertó a un centenar de pájaros dormidos). Cía. Imaginaria Teatro. | Antonio de Paco        | Antonio de Paco                                           | Hombre            |
| 2006 | Black el Payaso. Cía. Teatro Español de Madrid.                                       | Ignacio García         | Pablo Sorozábal                                           | Mozo de Circo     |
| 2005 | Julio César (JULIUS CAESAR). Barbican Theatre London y Teatro Español                 | Deborah Warner         | William Shakespeare                                       | Ciudadano         |
| 2005 | Roberto Zucco. Centro Dramático Nacional. Teatro María Guerrero                       | Lluís Pasqual          | Bernard-Marie Koltès                                      | El Cachas         |
| 2002 | Se Bossa. Madrid.                                                                     | Alex Amaral            | Varios Autores                                            | Cantante Solista  |
| 1996 | El retablillo de Don Cristóbal.                                                       | Alex Amaral            | Federico García Lorca                                     | Dirección         |
| 1996 | Historias para Contar.                                                                | Colectiva              | Varios                                                    | Caperucita Roja   |
| 1993 | Farsa Para Guiñol                                                                     | Alex Amaral            | Federico García Lorca                                     | Don Cristóbal     |
| 1993 | Pasión                                                                                | Alex Amaral            | Federico García Lorca                                     | Cantante          |
| 1992 | Saló-Salomé.                                                                          | Rodolfo Vásquez García | Iván Cabral y Rodolfo Vázquez García                      | La Gula           |
| 1991 | Era Uma Vez Nos Anos 50.                                                              | Alex Amaral            | Domingos de Oliveira                                      | Dirección         |
| 1990 | Brincadeiras.                                                                         | Ilson Araújo           | Raimundo Matos de Leão                                    | Juninho           |
| 1989 | Danhorê y Cabaret Goiano.                                                             | Marcos Fayad           | Popular y Varios Autores                                  | Varios personajes |

### Cine
| Año de Producción | Película                                          | Personaje                    | Dirección                       |
| 2024              | Baby                                              | Alberto, cliente da pensão   | Marcelo Caetano                 |
| 2023              | Por Onde Eu for Não Haverá Rastros (cortometraje) | Lázaro                       | Daniel Pires y Isaac Brum Souza |
| 2021              | O Pagamento                                       | Ulisses                      | Roberta Vieira                  |
| 2019              | Bento                                             | Tío Torin                    | Robney Bruno Almeida            |
| 2019              | Sem Retorno                                       | Portero pensión              | Rosa Berardo                    |
| 2018              | Coxinha II (cortometraje)                         | Almira                       | Cristiano Sousa                 |
| 2018              | Yucatán                                           | Sicario                      | Daniel Monzón                   |
| 2017              | Coxinha (cortometraje)                            | Almira                       | Cristiano Sousa                 |
| 2016              | Nódoas                                            | Torturador                   | Angelo Lima                     |
| 2016              | Importadores                                      | Darío Cristiano              | Absair Weston                   |
| 2014              | Monguis                                           | Bundy                        | Isaac Berrocal                  |
| 2014              | Jim Doesn't Know What to Say                      | Oswaldo                      | Gerald B. Fillmore              |
| 2014              | Fly, Dance & Dream                                | Eco                          | Isaac Berrocal                  |
| 2013              | El misterio de Vera Drudi                         | Blaide                       | Ivan G. Anderson                |
| 2012              | ValDivino (cortometraje)                          | ValDivino                    | Jake Vieira                     |
| 2012              | La fría luz del día                               | César                        | Mabrouk El Mechri               |
| 2012              | Reyes y estrellas                                 | Rey Baltasar                 | José Luis Moreno                |
| 2012              | Los Últimos                                       | Canibal                      | Jorge Blas                      |
| 2012              | Cyrano de Bergerac                                |                              | Alberto Pascual                 |
| 2011              | La dantesca escena (cortometraje)                 | Vecino                       | Isaac Berrocal                  |
| 2011              | Águila Roja, la película                          | Obíspo portugués (voz)       | José Ramón Ayerra               |
| 2010              | Cambio de sentido                                 | Heraclio Licario             | Kuya Manzano                    |
| 2009              | Aurora                                            | Vecino                       | Iñaki Ochoa                     |
| 2009              | La Poniponchi                                     | Carlo                        | Ivan G. Anderson                |
| 2007              | Ispahan                                           | Lord                         | Ángel Pazos                     |
| 2007              | La torre de Suso                                  | Miguel                       | Tom Fernández                   |
| 2005              | R2 y El Caso del Cadáver Sin Cabeza               | Antoine                      | Álvaro Sáenz de Heredia         |
| 2003              | Besos de Gato                                     | Portero n.º 2                | Rafael Alcázar                  |
| 2003              | La gran aventura de Mortadelo y Filemón           | Legionario Encabronado n.º 1 | Javier Fesser                   |

### Televisión
| Año de emisión | Serie                        | Personaje                     |
| 2022           | ROTA 66 - Globoplay - Brasil | Sr. Roque.                    |
| 2022           | Poliana Moça SBT - Brasil    | Morador da comunidade         |
| 2010           | Tierra de Lobos              | Forzudo                       |
| 2009           | Somos Cómplices              | Louis                         |
| 2008           | Hermanos y Detectives        | César                         |
| 2008           | La que se avecina            | Oswaldo                       |
| 2008           | Cuenta Atrás                 | João                          |
| 2007           | Ascensores                   | Walter                        |
| 2007           | Como el Perro y el Gato      | Pistolero                     |
| 2007           | Quart                        | Enfermo del Psiquiátrico      |
| 2006           | Cuéntame                     | Conductor de Autobús (Lisboa) |
| 2005           | Motivos personales           | Ramírez                       |
| 2004           | Paco y Veva                  | Faraona de Parla              |
| 2001           | Géminis                      | Policía de Aduana             |
| 1997           | La Casa de los Líos          | Amigo 1                       |
| 2006           | O Salvador da Patria         | Artista Martim Cerere         |

### Radio
| Año de producción | Programa                                                                           | Estudio                        |
| 1991              | Radioteatro                                                                        | Estudio M3                     |
| 1991              | Doblaje                                                                            | BKS                            |
| 1990              | Radioteatro                                                                        | Radio Brasil Central           |
| 1989              | Publicidad para radio de las empresas: “Televendas Ene Esse”, “Opus Audio y Vídeo” | Opus                           |
| 2005 - 2006       | Locuciones para Cuñas publicitarias                                                | Genexies Producciones. Madrid. |

## Premios y candidaturas
Premios Unión de Actores
| Año  | Premio - Categoría                                                                  | Obra                                         | Resultado |
| ---- | ----------------------------------------------------------------------------------- | -------------------------------------------- | --------- |
| 2023 | Premio Melhor Atuação - Filme Por Onde Eu for Não Haverá Rastros - categoría Actor. | Festival DIGO - Goiás                        | Ganador   |
| 2016 | Premio Melhor Ator Protagonista - Filme NÓDOAS - categoría Actor.                   | Festival de Cinema de Senador Canedo - Goiás | Ganador   |
| 2016 | Premio Claquete de Prata - Melhor Ator - Filme NÓDOAS - categoría Actor.            | Festival de Filmes de Faina - Goiás          | Ganador   |
| 2014 | Premio personalidad del año 2014 - categoría Actor.                                 | Revista BrazilcomZ.                          | Ganador   |
| 2005 | Premio Unión de Actores al mejor actor de reparto de teatro                         | Roberto Zucco                                | Ganador   |

Reportaje sobre la obra Roberto Zucco
- Datos: Q5665972